# Rio Azergues
O rio Azergues é um rio do departamento do Ródano, na França. É afluente do rio Saône pela margem direita (juntando-se-lhe em Anse) e atravessa os montes de Beaujolais. O Azergues toma o seu nome a partir da confluência de dois riachos, o Aze e o Ergues, em Lamure-sur-Azergues.
Nasce perto de Chénelette. O seu percurso passa pelas comunas de Poule-les-Écharmeaux (fonte), Claveisolles, Saint-Nizier-d'Azergues, Lamure-sur-Azergues, Grandris, Chambost-Allières, Saint-Just-d'Avray, Chamelet, Létra, Ternand, Saint-Laurent-d'Oingt, Le Bois-d'Oingt, Légny, Le Breuil, Chessy-les-Mines, Châtillon, Charnay, Belmont-d'Azergues, Lozanne, Civrieux-d'Azergues, Chazay-d'Azergues, Marcilly-d'Azergues, Morancé, Les Chères, Lucenay e Anse (confluência) - esta última frente a Saint-Bernard já no departamento de Ain.